# Clube Atlético Tubarão
El Clube Atlético Tubarão es un equipo de fútbol de Brasil que juega en el Campeonato Brasileño de Serie D, la cuarta división de fútbol en el país.

## Historia
Fue fundado el 14 de abril de 2005 en la ciudad de Tubarão del estado de Santa Catarina con el nombre ACRE Cidade Azul como parte del centenario del estado de Santa Catarina, y ese mismo año forma parte de la tercera división del Campeonato Catarinense, donde solo duró un año para conseguir el ascenso a la segunda división estatal.
En 2007 gana el título de la segunda categoría y logra el ascenso al Campeonato Catarinense, pero antes de iniciar la temporada los aficionados del club protestaron por no estar de acuerdo con el nombre del equipo porque se sentían más identificados con el nombre de la ciudad, por lo que los directivos del club decidieron cambiar el nombre por el que tienen actualmente. En 2009 el club desciende de la primera división estatal tras terminar en último lugar de la temporada.
En 2015 firma un convenio con la empresa K2 Soccer S/A, empresa norteamericana que es propietaria del club Elm City Express de la National Premier Soccer League con la idea de hacer mejoras en infraestructura y plantilla con el objetivo de llegar al Campeonato Brasileño de Serie D antes del 2025, y para ello convirtieron al club en una empresa.
Al año siguiente regresaron al Campeonato Catarinense y en 2017 termina en sexto lugar de la primera división estatal, clasificando para el Campeonato Brasileño de Serie D, la que es su primera participación en un torneo de carácter nacional, así como su primera aparición en la Copa de Brasil luego de ganar la Copa Santa Catarina. En 2018 termina en tercer lugar del Campeonato Catarinense, con lo que clasifca a la Serie D y a la Copa de Brasil, donde luego de eliminar al América Futebol Clube (RN) en la primera ronda, fue eliminado en la siguiente por el Atlético Paranaense 4-5.

## Rivalidades
Su principal rival es el Hercílio Luz Futebol Clube, también de la ciudad de Tubarao al cual se ha enfrentado en al menos 10 ocasiones en fases definitorias de los torneos estatales, y con el Criciúma EC de la región del sur del estado de Santa Catarina.

## Palmarés
- Catarinense Serie C: 1

2007
- Copa Santa Catarina: 1

2017

## Jugadores

### Jugadores destacados
- Renan Bardini Bressan

## Entrenadores
- Roberto Assis (?-julio de 2015)[5][6]
- Abel Ribeiro (julio de 2015-?)[7]
- Marcelo Mabília (febrero de 2016-febrero de 2017)[8][9]
- Waguinho Dias (febrero de 2017-junio de 2018)[10][11][12]
- China Balbino (julio de 2018-noviembre de 2018)[13][14][15]
- Silas (noviembre de 2018-febrero de 2019)[16][17]
- Beto Almeida (interino- febrero de 2019)[18]
- Gilberto Pereira (febrero de 2019-marzo de 2019)[19][20]
- Luizinho Vieira (marzo de 2019-presente)[2]